# Girls Trip
Girls Trip is een Amerikaanse film uit 2017, geregisseerd door Malcolm D. Lee.

## Verhaal
Vier vriendinnen die elkaar al een lange tijd niet meer gezien hebben, besluiten voor een lang weekend naar New Orleans te gaan om hun vriendschap nieuw leven in te blazen. Tijdens het jaarlijks Essence Music Festival laten ze zich volledig gaan.

## Rolverdeling
| Acteur             | Personage         |
| ------------------ | ----------------- |
| Regina Hall        | Ryan Pierce       |
| Queen Latifah      | Sasha Franklin    |
| Jada Pinkett Smith | Lisa Cooper       |
| Tiffany Haddish    | Dina              |
| Larenz Tate        | Julian Stevens    |
| Mike Colter        | Stewart Pierce    |
| Kofi Siriboe       | Malik             |
| Kate Walsh         | Elizabeth Davelli |
| Mike Epps          | Absintverkoper    |

## Productie
In februari 2014 kondigde Universal aan dat regisseur Malcolm D. Lee en producent Will Packer zouden samenwerken voor een film, getiteld Girls Trip, samen met South Park-scenarioschrijver Erica Rivinoja. In mei 2016 werd Regina Hall toegevoegd aan de cast en werd medegedeeld dat Kenya Barris en Tracy het scenario gingen herschrijven. In juni 2016 vervoegden Queen Latifah en Jada Pinkett Smith de cast.
De filmopnamen gingen einde juni 2016 van start in New Orleans, Louisiana en er werd ook gefilmd op het Essence Music Festival 2016.
Verschillende zangers, zangeressen, acteurs en actrices hebben een cameo als zichzelf in de film, zoals Mariah Carey, Ne-Yo, Faith Evans, Morris Chestnut, Gabrielle Dennis, MC Lyte, New Edition, Common, Estelle, Sean Combs, Carla Hall, Sunny Hostin, William Levy, Babyface, Doug E. Fresh, Lalah Hathaway, Maxwell, Mase, Ava DuVernay, Lorraine Toussaint, Jaina Lee Ortiz, Terry McMillan en Iyanla Vanzant.
Girls Trip ging op 14 juni 2017 in première op het American Black Film Festival. De film kreeg positieve kritieken van de filmcritici met een score van 89% op Rotten Tomatoes, gebaseerd op 132 beoordelingen en werd door het Time-magazine (als enige komische film) gekozen als een van de top 10-films van 2017.

## Prijzen en nominaties
De belangrijkste:
| Jaar | Prijs                              | Categorie                | Genomineerde(n) | Uitslag  |
| ---- | ---------------------------------- | ------------------------ | --------------- | -------- |
| 2017 | New York Film Critics Circle Award | Beste vrouwelijke bijrol | Tiffany Haddish | Gewonnen |